# Xã Galatia, Quận Saline, Illinois
Xã Galatia (tiếng Anh: Galatia Township) là một xã thuộc quận Saline, tiểu bang Illinois, Hoa Kỳ. Năm 2010, dân số của xã này là 1.230 người.